# Giuseppe Cesare Abba
Giuseppe Cesare Abba (Cairo Montenotte Liguriában, 1838. október 6. – Brescia, 1910. november 6.) olasz emlékirat-író, Giuseppe Garibaldi harcostársa.

## Életpályája
Abba részt vett Giuseppe Garibaldi ezer önkéntesének 1861-es szicíliai partraszállásában, valamint Dél-Itáliának a Bourbonok uralma alól való felszabadításában. Carducci ösztönzésére a fenti eseményekről készített, eposzként feldolgozott naplójegyzeteit 1880-ban könyv alakban is megjelentette. Művében nagy teret szentelt a magyar garibaldistáknak, Türrnek és Tükörynek is.

## Művei
- Le rive della Bormida nel 1874 (1875)
- Noterelle di uno dei Mille edite dopo vent’anni (1880)
- Da Quarto al Volturno. Noterelle d’uno dei Mille (1880–1891)
- Storia dei Mille (1904)
- Vita di Nino Bixio (1905)
- Cose garibaldine
- Romagna
- Cose vedute

## Külső hivatkozások
- Életrajza (olaszul)